# William Miller (historien)
Pour les articles homonymes, voir William Miller et Miller.
William Miller (8 décembre 1864 - 23 octobre 1945) est un journaliste et historien britannique, spécialisé dans l'étude du Moyen-Âge, en particulier la période de domination franque de la Grèce.

## Biographie
Fils d'un propriétaire de mine du Cumberland, Miller étudie à la Rugby School puis à Oxford. Il épouse Ada Mary Wright en 1895, et en 1896 publie The Balkans, suivi en 1898 par Travels and Politics in the Near East.
En 1903, il quitte l'Angleterre avec sa femme pour l'Italie, et malgré les efforts de Ronald Burrows de recruter Miller comme premier titulaire de la Chaire d'histoire de la Grèce moderne et byzantine, langage et littérature, à l'Université de Londres, ils resteront à l'étranger pour le restant de leurs vies. Ils vivent d'abord à Rome jusqu'en 1923, au moment de l'arrivée au pouvoir de Benito Mussolini, puis à Athènes. Là, William est associé à la British School at Athens jusqu'à l'invasion allemande de la Grèce en 1941. Pendant son séjour à Athènes, Miller est également correspondant pour le journal britannique Morning Post.
Ils vivent ensuite à l'Hôtel Ocean View à Durban en Afrique du Sud jusqu'à la fin de leur vie. Miller y meurt en 1945, et Ada Mary lui survit cinq ans avant de mourir à son tour. Ils n'ont pas d'enfant.

## Travaux
Miller s'intéresse particulièrement à la période franque de l'histoire grecque, incluant les États latins d'Orient établis sur le sol grec après la Quatrième croisade. Il est l'un des lettrés les plus éminents du domaine au début du XXe siècle, auteur de plusieurs études de référence.
Bien que son travail porte la marque « d'une vue romantique des Croisades et de l'expansion franque en Méditerranée orientale » typique des tendances occidentales au XIXe siècle sur le sujet et soit considéré comme « clairement dépassé » par les recherches des dernières décennies, il eut une grande influence et reste toujours utilisé de nos jours.
Son ouvrage The Latins in the Levant de 1908 en particulier est « resté pendant des décennies le récit de référence en langue anglaise sur la période » et est « toujours la référence principale des étudiants de premier cycle cherchant des informations sur la Grèce médiévale ». Son influence s'est aussi faite sentir en Grèce, où dès 1909–1910 l'universitaire Spyrídon Lámpros publie une traduction étendue de son ouvrage.